# Jianzi

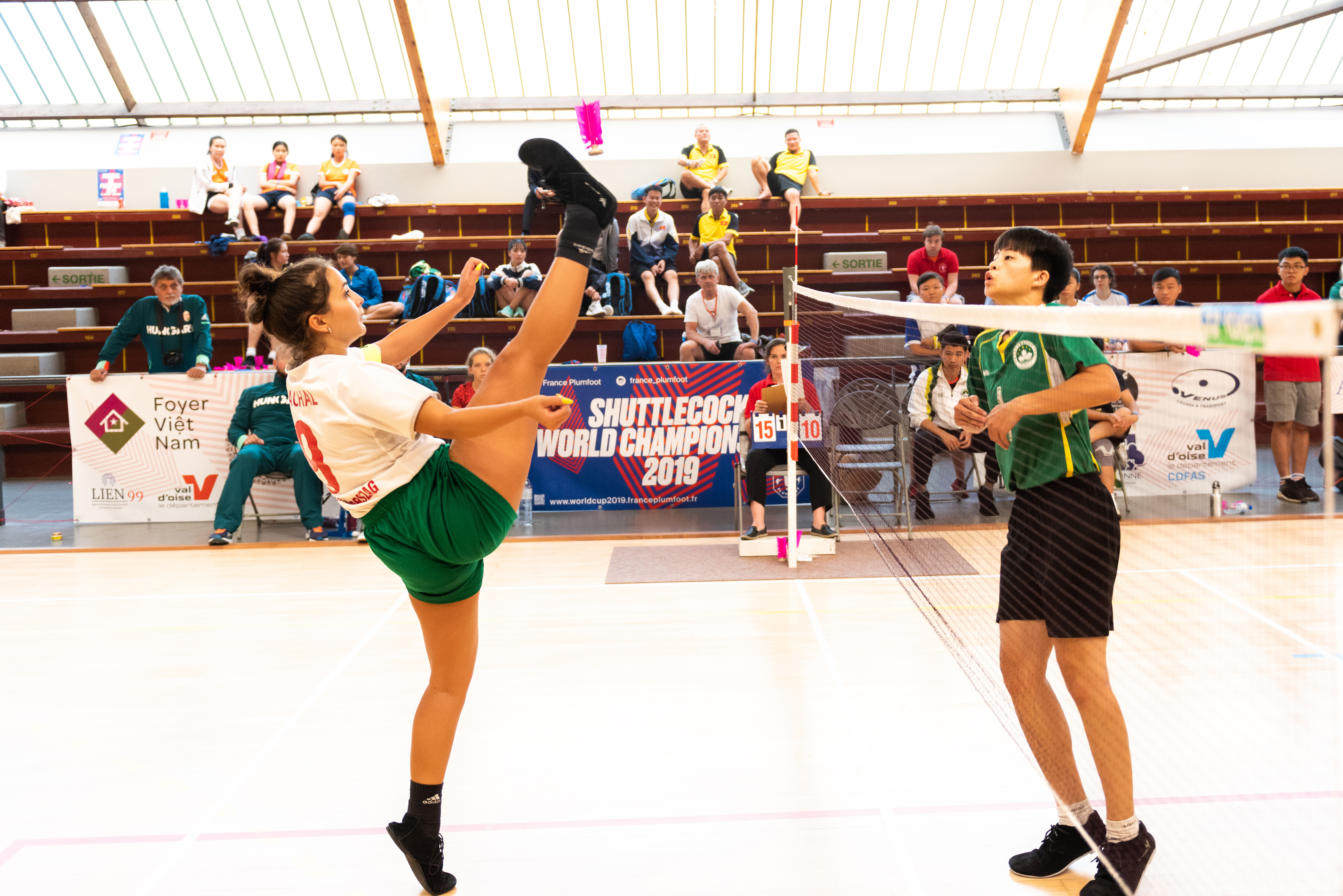
Zawody w 2019

Jiànzi(chiń. 毽子), tī jiànzi (踢毽子), tī jiàn (踢毽) lub jiànqiú (毽球) — tradycyjny chiński sport, w którym gracze starają się utrzymać w powietrzu mocno obciążoną lotkę, używając do tego różnych części ciała za wyjątkiem rąk — w przeciwieństwie do podobnych gier, takich jak peteca i indiaca. Głównym źródłem jianzi jest starożytna chińska gra zwana Cuju, pochodząca z dynastii Han sprzed 2000 lat. Jianzi gra się na korcie badmintonowym, używając linii wewnętrznych lub zewnętrznych w różnych ustawieniach zawodów. Można w nią również grać w kręgu graczy na ulicy lub w parku, z celem utrzymania lotki „w górze” i popisywania się umiejętnościami. W Wietnamie jest znana jako đá cầu i jest sportem narodowym. Na Filipinach jest znana jako sipa i również była sportem narodowym, dopóki w grudniu 2009 roku nie została zastąpiona przez arnis. W Malezji gra jest znana jako capteh lub chapteh. 

## Historia

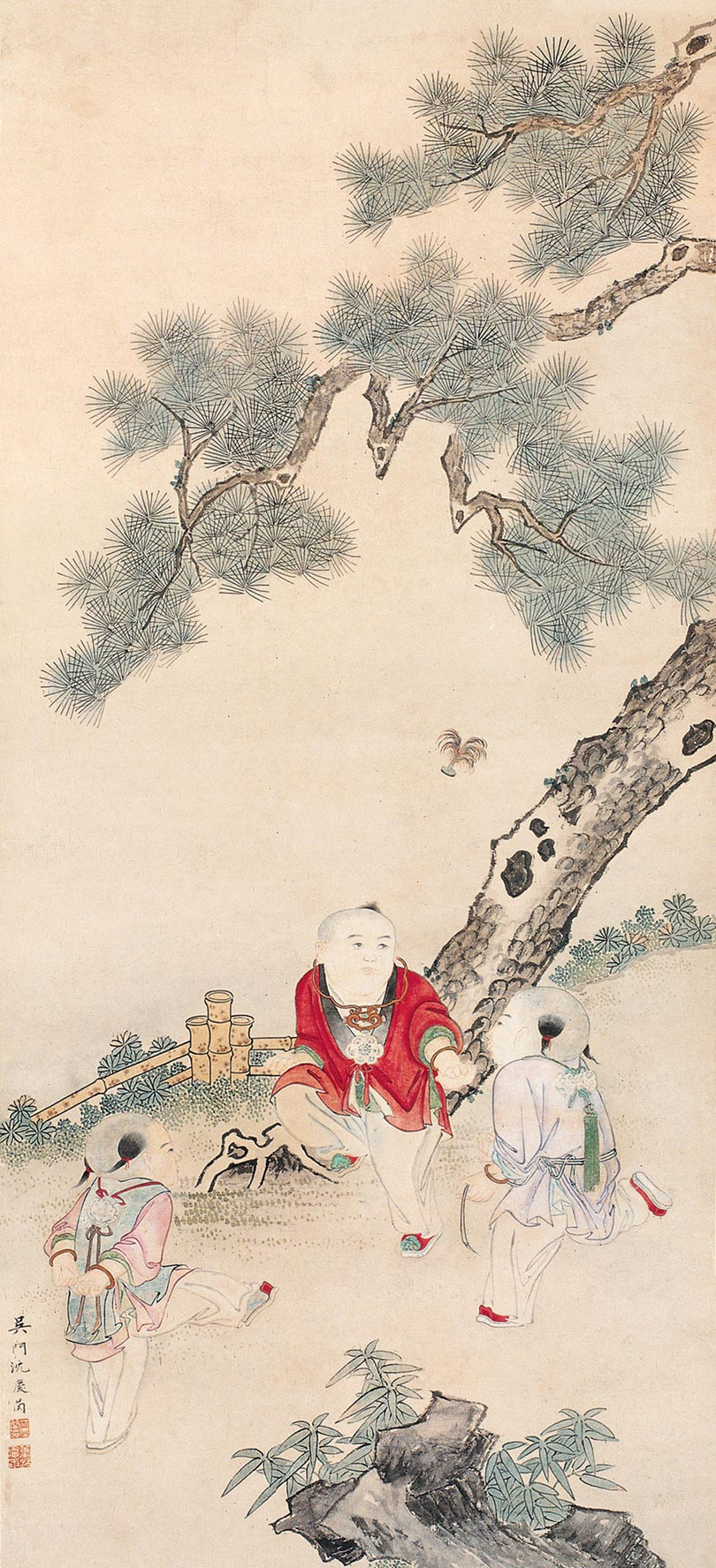
Obraz Shen Qinglana (XVIII-XIX wiek) przedstawiający dzieci grające w jianzi

Jianzi jest grana od czasów dynastii Han (206 p.n.e. – 220 n.e.) i była popularna w okresie Sześciu Dynastii oraz dynastii Sui i Tang. Uważa się, że gra wyewoluowała z cuju, gry podobnej do piłki nożnej, która była używana jako trening wojskowy. Kilka starożytnych ksiąg zawiera wzmianki o grze. Z biegiem czasu gra rozprzestrzeniła się w całej Azji, zyskując po różne nazwy w różnych krajach.
Jianzi w oryginalnej formie przybyła do Europy w 1936 roku, kiedy chiński sportowiec z prowincji Jiangsu zaprezentował grę na Letnich Igrzyskach Olimpijskich 1936 w Berlinie. W Niemczech i innych krajach europejskich sport zyskiwał na popularności i rozpowszechnił się pod nazywą "shuttlecock".
W czerwcu 1961 roku Chińska Centralna Agencja Prasowa nakręciła film o tym sporcie zatytułowany The Flying Feather, który zdobył złoty medal na międzynarodowym festiwalu filmowym.
W 1999 roku została założona Międzynarodowa Federacja Shuttlecock (ang. The International Shuttlecock Federation, ISF), a pierwsze mistrzostwa świata zostały zorganizowane na Węgrzech w Újszász w 2000 roku. Sport ten został włączony jako sport do Igrzysk Azji Południowo-Wschodniej w 2003 oraz do Chińskich Narodowych Igrzysk Chłopskich. Wśród członków ISF są Chiny, Tajwan, Finlandia, Niemcy, Holandia, Węgry, Laos, Wietnam, Grecja, Francja, Rumunia i Serbia. Wietnam jest wysoko ceniony, zdobywając mistrzostwo świata przez dziesięć kolejnych lat. 11 sierpnia 2003 roku delegaci z Finlandii, Francji, Niemiec, Grecji, Węgier, Rumunii i Serbii założyli Federację Shuttlecock Europy (S.F.E.) w Újszász na Węgrzech.
W sierpniu 2011 roku amerykańska firma wypuściła zabawkę o nazwie Kikbo opartą na jianzi.
W 2013 roku firma z Hongkongu wypuściła KickShuttle. Jest to forma lotki, która nie jest wykonana z piór.

## Powiązane gry, pochodne i warianty

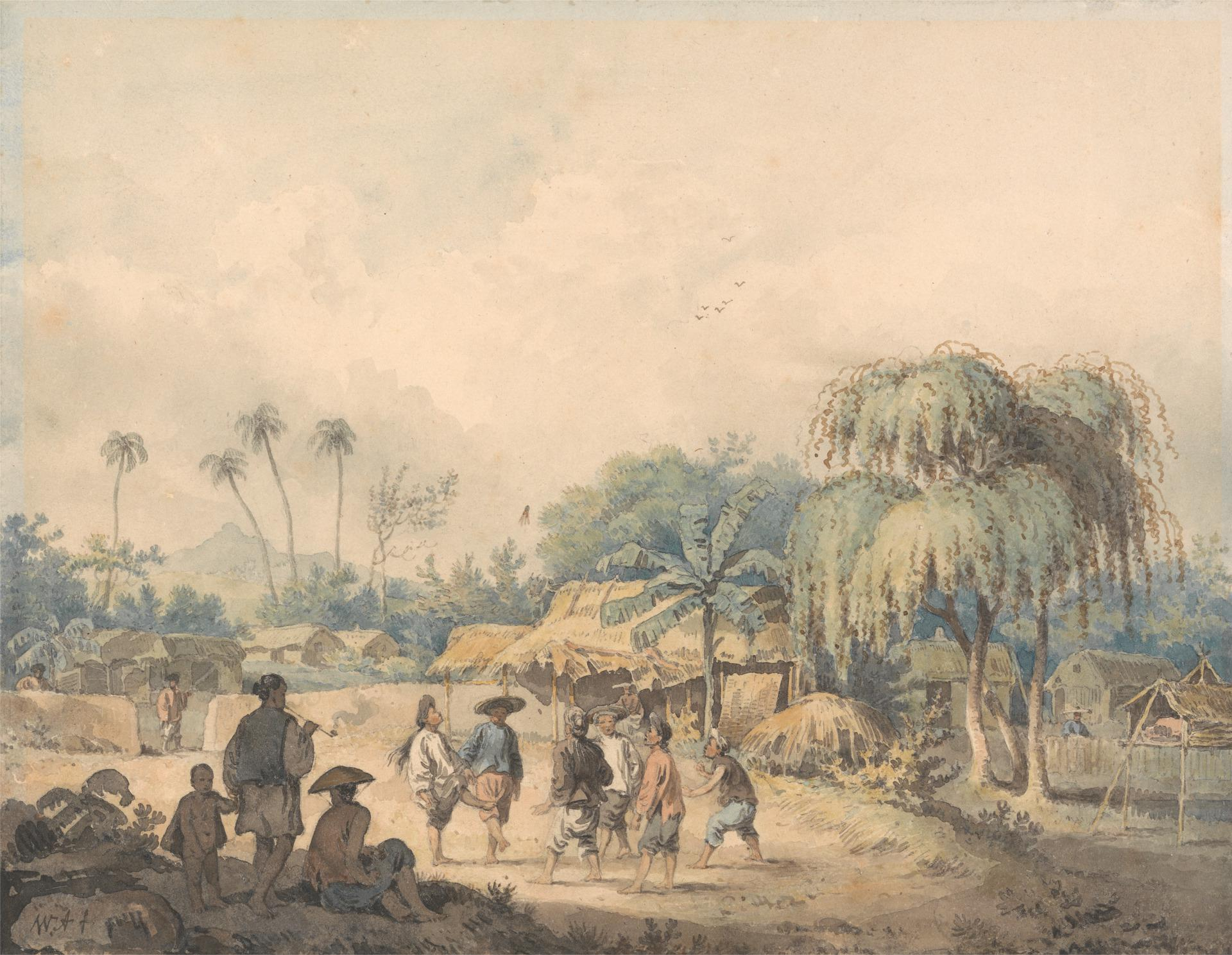
Wietnamscy gracze đá cầu. Tubylcy z Kochinchiny grający w Shuttlecock nogami, akwarela na papierze czerpanym autorstwa Williama Alexandra, około 1792 roku.

- Zośka — gra rozpowszechniona w Polsce[11].
- Đá cầu – nieoficjalny sport narodowy Wietnamu.
- Jegichagi(inne języki) – tradycyjna gra koreańska. Lotka, wykonana z papieru owiniętego wokół kilku monet, nazywa się "jegi", a "chagi" oznacza "kopanie".
- Kemari – Japonia (okres Heian), oznacza "uderzyć piłkę stopą".
- Sepak takraw – Tajlandia. Gra się lekką ratanową piłką o średnicy około pięciu cali. (Sepak oznacza "kopać" w języku malajskim, a takraw oznacza "piłka" w języku tajskim).
- Chinlone – Birma. Gra nieturniejowa, w której używa się ratanowej piłki i gra się wśród osób stojących w kręgu, a nie na korcie.
- Sipa – tradycyjny sport rdzennych mieszkańców Filipin, oznaczający "kopać".
- Pili lub plumfoot – francuski wariant jiànzi[12].
- Indiaca(inne języki) lub featherball – wariant brazylijskiej gry peteca popularny w Europie. Gra się tą samą lotką co jianzi, ale na korcie podobnym do kortu badmintonowego i gra się nad siatką, używając rąk[13].